# Cathédrale de l'Immaculée-Conception de Portland
Cette  cathédrale n’est pas la seule cathédrale de l'Immaculée-Conception.
La cathédrale de l'Immaculée-Conception (en anglais : Cathedral of the Immaculate Conception) est le principal sanctuaire catholique de la ville de Portland, dans l'État américain du Maine. Elle est le siège du diocèse de Portland et elle est dédiée à l'Immaculée Conception.

## Historique
La cathédrale construite par Patrick Keely (en) est située du côté nord-ouest de la propriété, tandis que la salle paroissiale s'étend vers le nord-est et la résidence de l'évêque au sud-est à côté d'une école sur deux niveaux.
La cathédrale est une structure de maçonnerie imposante de style néo-gothique, construite en briques rouges, avec des motifs en grès et un toit en ardoise. La façade principale a une entrée centrale encastrée dans un arc gothique de grès, avec un grand vitrail en forme de rosace au-dessus du porche. La tour principale s'élève à droite de l'entrée principale, avec des coins renforcés, des fenêtres gothiques étroites et une flèche octogonale. Les vitraux sur les murs latéraux sont également néogothiques, avec des contreforts entre les deux. L'intérieur de la cathédrale mesure 57 mètres de long sur 21 mètres de large. La nef fait 46 mètres de long et s'élève à 21 mètres de hauteur et peut contenir près d'un millier de fidèles. Le plus haut des trois clochers de la cathédrale culmine à 62 mètres et fait de la cathédrale, le plus haut édifice de la ville de Portland.
La cathédrale a connu plusieurs restaurations en 1921, 1969 et 2000. Les bâtiments secondaires ont tous des caractéristiques gothiques stylistiquement similaires à la ceux de la cathédrale.
En 1985, la cathédrale de Portland a été ajoutée au  Registre national des lieux historiques.

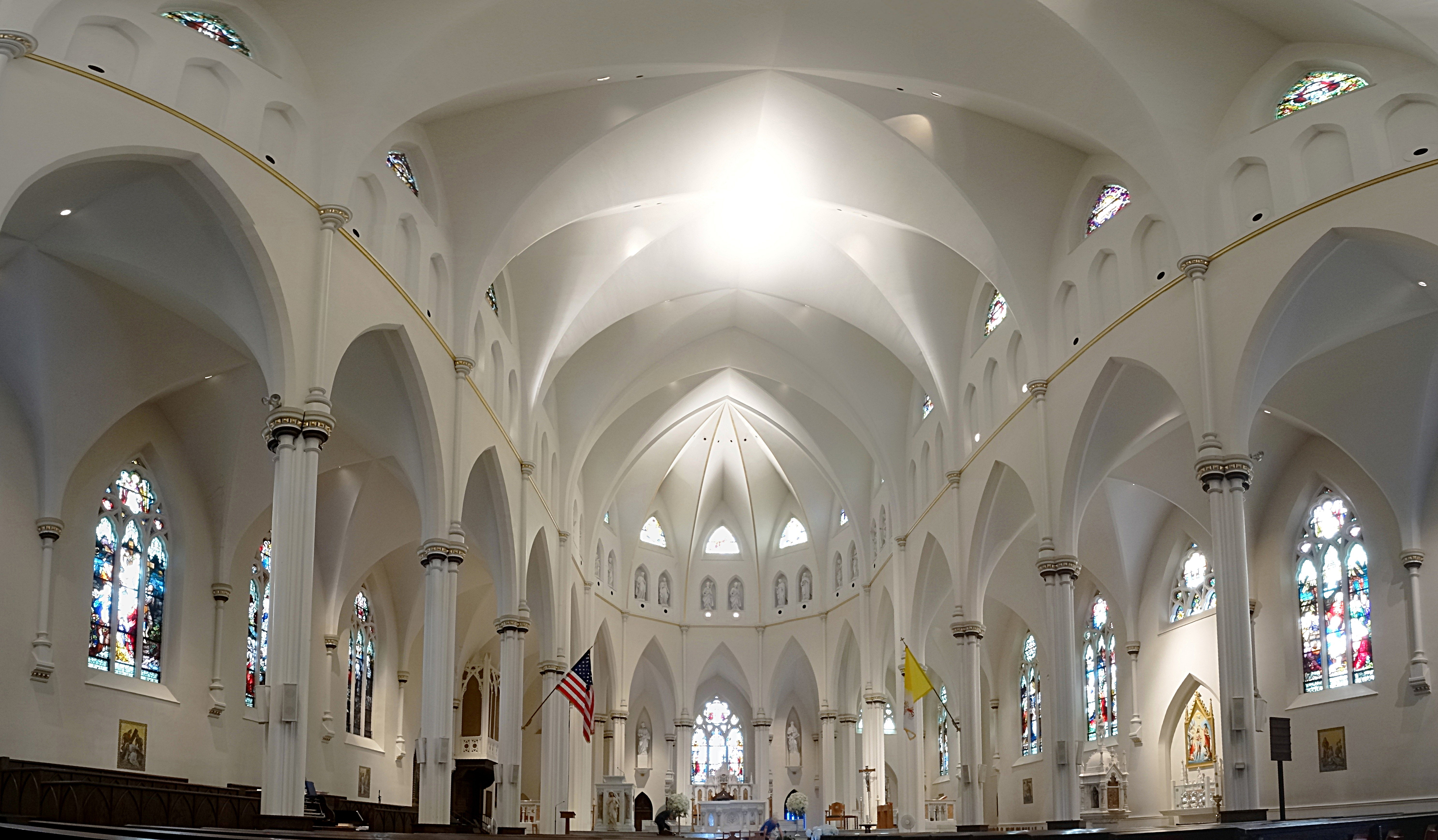
Intérieur de la nef de la cathédrale.
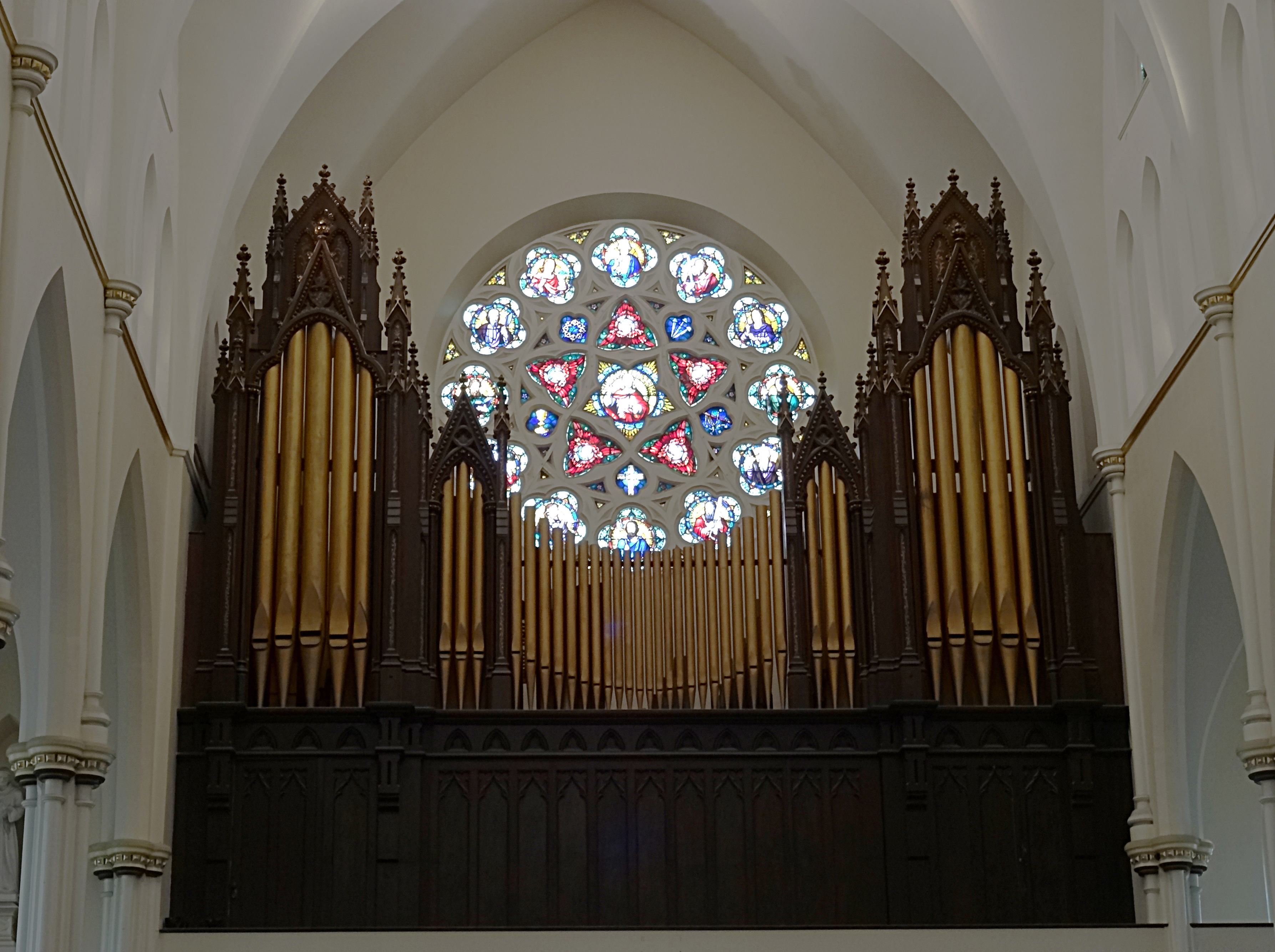
L'orgue de la cathédrale de Portland.